# Pierre de Senarclens
Pierre de Senarclens, né le 23 janvier 1942 à Genève, est professeur honoraire de relations internationales à l’Université de Lausanne, ancien vice-président de la Croix Rouge suisse, ancien directeur de la division des droits de l’homme et de la paix à l’UNESCO et un des fondateurs de l'Organisation mondiale contre la torture.

## Études et carrière
Pierre de Senarclens a fait ses études gymnasiales et le lycée dans la section classique (grec et latin) du Collège de Genève. Licencié en droit de l’Université de Genève en 1964, Pierre de Senarclens obtient en 1968 un Master degree à la Fletcher School of Law and Diplomacy, puis en 1973, un doctorat ès sciences politiques à l’Institut universitaire de hautes études internationales à Genève. Il a été professeur de relations internationales à l’Université de Lausanne de 1974 à 2008. Il fut aussi le directeur de la division des droits de l’homme et de la paix à l’UNESCO de 1980 à 1983.

## Engagements humanitaires
Il a été vice-président de la Croix-Rouge suisse de 1999 à 2011, vice-président ex-officio de la Fédération internationale de la Croix-Rouge / Croissant-Rouge de 2008 à 2011. Pierre de Senarclens a été un des fondateurs de l'Organisation mondiale contre la torture.

## Vie privée
Il est marié à Bérengère de Senarclens, psychanalyste. Il est père de trois enfants, Vanessa, Alexandre et Frédéric.

## Principaux ouvrages
- Le mouvement Esprit 1932-1941, L'Age d'homme, 1974
- Yalta, Presses Universitaires de France, 1984
- La crise des Nations Unies, Presses Universitaires de France, 1988,
- De Yalta au rideau de fer, Presses de la Fondation nationale des sciences politiques, 1993-  Traduit en anglais  From Yalta to the Iron Curtain: The Great Powers and the Origins of the Cold War, Bloomsbury Academic, 1995
- Mondialisation, souveraineté et théories des relations internationales, Armand Colin, 2005
- La politique internationale, Armand Colin,  2006
- L'humanitaire en catastrophe, Presses de sciences-po, 1999
- Maîtriser la mondialisation, Presses de sciences-po, 2000
- Critique de la mondialisation, Presses de sciences-po, 2003
- Le Nationalisme, le passé d'une illusion, Armand Colin,  2010
- Les Illusions meurtrières. Ethnonationalisme et fondamentalisme religieux, Éditions  L'Harmattan, Paris, 2016
- Nations et nationalismes, Éd. Sciences humaines, 2018
- Des foules et du populisme. Au regard de l’histoire et des affects, Campagne Première, Paris, 2024